# Síntese de cetonas de Weinreb
A síntese de cetonas de Weinreb é uma reação química utilizada na química orgânica para formar ligações carbono-carbono. Foi descoberta em 1981 por Steven M. Weinreb e Nahm Steven como um método para sintetizar cetonas. A reação original incluía duas substituições nucleofílicas com grupo acilo:
- a conversão de um cloreto de ácido em uma N, O-dimetilidroxiamida, conhecida como amida de Weinreb,
- o tratamento posterior da amida de Weinreb com um reagente organometálico,  como um reagente de Grignard ou um reagente de organolitio.

Nahm e Weinreb também informarão da síntese de aldeídos pela redução da amida com um excesso de hidreto de lítio e alumínio (Ver redução da amida).
A principal vantagem deste método sobre a adição reagentes organometálicos a compostos de acilo é que se evita o problema comum de adições posteriores indesejadas nas quais se forma um álcool:
As amidas de Weinreb tem sido empregadas regularmente pelos químicos orgânicos como um método confiável para sínteses de cetonas. Uma aplicação muito difundida é o seu uso na síntese de produtos naturais.

## Mecanismo
Weinreb e Nahm propuseram o seguinte mecanismo de reação para explicar a seletividade que se observa nas reações das amidas de Weinreb. Sua proposta foi que o intermediário tetraédrico ( A) se forma como resultado da substituição nucleofílica de acilo pelo reagente organometálico e  se estabiliza pela quelação do grupo metoxi. Este intermediário é estável só a baixas temperaturas.
Este quelante é a diferença com as condições das adições posteriores quando se utilizam derivados carboxílicos convencionais. A conjectura do mecanismo por parte de Weinreb foi aceita de imediato pela comunidade acadêmica, mas não foi até 2006 que foi confirmada por análises espectroscópica e cinética.

## Preparação
Além da técnica original que se mostra acima (que pode ter problemas de compatibilidade para substratos sensíveis), as amidas de Weinreb podem ser sintetizadas a partir de uma variedade de derivados de ácidos carboxílicos. A grande maioria destes procedimentos utilizam o sal disponível no mercado, o cloridrato de N, O-dimetil-hidroxilamina  [MeO (Me) NH • HCl], que geralmente é mais fácil de manusear do que a amina livre.
O tratamento de um éster ou lactona com Alme 3 ou Alme 2 Cl produz a amida de Weinreb correspondente com bons rendimentos. Por outro lado, os reagentes de Grignard não nucleofílicos, tais como cloreto de isopropílmagnésio, podem ser utilizados para ativar a amina antes da adição do éster.
Uma grande variedade de reativos utilizados em síntese de peptídeos podem ser utilizados para preparar amidas de Weinreb de ácidos carboxílicos. Várias carbodiimidas, hidroxibenzotriazóis, e trifenilfosfinas  tem sido reportadas especificamente para este propósito.
Finalmente, uma reação aminocarbonilação reportada por Stephen Buchwald permite a conversão de halogenetos de arilo diretamente a amidas de Weinreb aromáticas.

## Escopo
As condições padrão para a síntese de cetonas de Weinreb toleram uma ampla variedade de grupos funcionais em outras partes de a molécula, incluindo a substituição de α-halogêneo, N-aminoácidos protegidos, éteres de sililo α-β insaturados, lactamas e lactonas diferentes, sulfonatos, sulfinatos, e ésteres de fosfonato. Uma ampla variedade de nucleófilos podem ser utilizados em conjunção com a amida. Os reagentes de Grignard e os organolítios são os mais comumente empregados; alguns exemplos que envolvem nucleófilos de carbono  alifáticos, vinílicos, aromáticos e acetilênicos tem sido reportados. Entretanto, com nucleófilos muito básicos ou com alto impedimento estérico, a eliminação da fração de metóxido em forma de formaldeído pode ocorrer como uma reação secundária significativa.
No entanto, a amida de Weinreb ocupa um lugar destacado em muitas sínteses, servindo como uma ferramenta poderosa importante para o acoplamento de vários fragmentos. Adiante são apresentados os passos chave relacionados com as amidas de Weinreb durante a síntese de vários produtos naturais, incluídos os membros da família de imunossupressores macrosfélidos, ou anfidinólido J e a família de antibióticos das espirofunginas.

## Variações
A reação de amidas de Weinreb com reagentes de Wittig tem sido realizada para evitar algumas condições rigorosas necessárias para  adição de reagentes de hidreto de compostos organometálicos. O resultado é uma N-metil-N-metoxi-enamina que se converte na correspondente cetona ou aldeído.
Além disso, tem sido desenvolvido um intercâmbio de magnésio-halogênio com arilação posterior, mostrando-se assim a estabilidade da amida de Weinreb e isto proporciona um método operativo simples para a síntese de aril cetonas.
Tem sido sintetizadas amidas de Weinreb com múltiplos grupos funcionais menos usuais, funcionando como síntons de CO2 e α-dicetonas.
Por último, Stephen G. Davies de Oxford projetou um auxiliar quiral que combina a funcionalidade da amida de Weinreb com a de Myers para pseudoefedrina, permitindo assim a alquilação diastereosseletiva do enolato, seguido pela ruptura simples dos correspondentes aldeídos ou cetonas opticamente ativos.